# Straight Outta Compton (album)
| Recensione        | Giudizio |
| ----------------- | -------- |
| AllMusic          | [ 17 ]   |
| Blender           | [ 18 ]   |
| Pitchfork         | 9,7/10   |
| Rolling Stone     | [ 20 ]   |
| The Village Voice | B        |
| Q                 | [ 22 ]   |

Straight Outta Compton è il primo album in studio del gruppo musicale statunitense N.W.A, pubblicato l'8 agosto 1988 dalla Ruthless Records e dalla Priority Records.

## Il disco
È considerato uno degli album più importanti nella storia del rap (in particolare del gangsta rap), Straight Outta Compton ridefinì i canoni dell'hip hop, con testi che parlavano dello stile di vita da gangster adottando anche il brutale linguaggio del ghetto. Il successo dell'album spostò il fulcro della scena hip hop dalla East Coast, che era stata maggiormente significativa per gran parte degli anni ottanta, alla West Coast. Il 24 settembre 2002 una versione rimasterizzata di Straight Outta Compton è stata messa in vendita, con l'aggiunta di quattro tracce bonus.
L'album raggiunse il traguardo del doppio disco di platino, divenendo il primo album a raggiungere questo status di vendite senza godere di passaggi radiofonici o promozione da parte di una major.
La comunità hip hop mondiale accolse il disco come un'opera fondamentale nello sviluppo del movimento stesso, i membri degli N.W.A diventarono ben presto delle star di prima grandezza dell'emergente scena gangsta rap con particolare attenzione riservata ai violenti e polemici testi di Ice Cube.

### Contenuti
La traccia più controversa sull'album, Fuck tha Police, fu in parte responsabile della fama degli N.W.A come "World's Most Dangerous Group" ("gruppo più pericoloso del mondo") e non comparve nella versione censurata del disco. Il brano Gangsta Gangsta parla della violenza e dei pericoli sulle strade di Los Angeles e del quartiere di Compton. Express Yourself tratta della libertà di espressione parlando della censura radiofonica. Ogni membro degli N.W.A, eccetto DJ Yella, incise un brano solista sull'album. Dr. Dre, che si occupò principalmente della produzione del disco, cantò in Express Yourself. Ice Cube si esibì in I Ain't tha 1 e A Bitch Iz a Bitch, mentre MC Ren è la voce solista in If It Ain't Ruff e Quiet on tha Set. La traccia solista di Eazy-E fu un remix della canzone 8 Ball, già apparsa nella precedente raccolta N.W.A. and the Posse. Gli unici ospiti presenti nel disco furono The D.O.C., che apparve nella traccia Parental Discretion Iz Advised rappando l'introduzione, e il membro fondatore degli N.W.A Arabian Prince, che contribuì a Something 2 Dance 2.
Sette tracce estratte dall'album furono successivamente incluse nella raccolta Greatest Hits: Gangsta Gangsta, Fuck tha Police, Straight Outta Compton (extended mix), If It Ain't Ruff, I Ain't tha 1, Express Yourself, e una bonus track in versione rimasterizzata di A Bitch Iz a Bitch.

### Polemiche
A causa dei ricorrenti riferimenti alla violenza e al sesso presenti nelle liriche dei brani sull'album, che spesso prendevano di mira organizzazioni governative come la polizia di Los Angeles, gli N.W.A si guadagnarono una pessima reputazione presso il governo degli Stati Uniti e l'FBI. Questa situazione persistette nel corso degli anni e la crew fu sempre tenuta sotto controllo dalla polizia durante i concerti. In uno di questi gli N.W.A cominciarono a lanciare la base del brano Fuck tha Police, ma ancora prima di poter cominciare a rappare la polizia li trascinò via dal palco con la forza e il gruppo venne arrestato. Una delle ragioni per questo accanimento fu proprio il brano Fuck tha Police, il cui testo controverso causò una diffida ufficiale al gruppo da parte dell'FBI e della CIA, che inviarono una lettera alla casa discografica Ruthless Records informando l'etichetta del loro disappunto circa il testo e il messaggio d'odio verso le forze di polizia insito nella canzone, vietando inoltre che gli N.W.A si esibissero in concerto in diverse località. La lettera dell'FBI non fece altro che pubblicizzare ulteriormente la famigerata fama dell'album e degli N.W.A.
Tuttavia i messaggi che gli N.W.A lanciavano ai giovani tramite le loro canzoni non erano completamente negativi come li si dipinse inizialmente: sebbene le rime trasudino violenza e misoginia, dando il via all'era del gangsta rap, erano anche una potente denuncia sociale, oltre ad insegnare ai giovani a non cadere nella droga e negli errori che molti ragazzi commettevano compresi i membri stessi della crew: di lì a 6 anni, ad esempio, Eazy-E sarà stroncato dall'HIV contratto nella sua difficile giovinezza (tuttavia non per colpa della droga, bensì per colpa di rapporti sessuali non protetti). I testi dei brani sull'album furono scritti principalmente da Ice Cube e MC Ren. Molte delle critiche piovute sul disco asserivano che essi glorificassero il crimine e la violenza tra neri all'interno dei ghetti, anche se il gruppo affermò ripetutamente che le tematiche trattate nelle loro composizioni raccontavano semplicemente la realtà del vissuto quotidiano nelle zone di Compton, e South Central Los Angeles.

## Tracce
1. Straight Outta Compton (Ice Cube/MC Ren/Eazy E) - 4:26
2. Fuck tha Police (Ice Cube/MC Ren/Eazy E) - 5:43
3. Gangsta Gangsta (Ice Cube/Eazy E) - 5:29
4. If It Ain't Ruff (MC Ren) - 3:34
5. Parental Discretion Iz Advised (The D.O.C./Dr. Dre/MC Ren/Ice Cube/Eazy E) - 5:15
6. 8 Ball (Remix) (Eazy-E) - 4:52
7. Something Like That (MC Ren/Dr. Dre) - 3:35
8. Express Yourself (Dr. Dre) - 4:25
9. Compton's N the House (Remix) (MC Ren/Dr. Dre) - 5:20
10. I Ain't Tha 1 (Ice Cube) - 5:06
11. Dopeman (Remix) (Ice Cube/Eazy E) - 5:20
12. Quiet on Tha Set (MC Ren) - 3:59
13. Something 2 Dance 2 (Arabian Prince/DJ Yella/Dr. Dre/Eazy E) - 3:23

Bonus tracks ristampa 2002
1. Express Yourself (Extended Mix) (On 2002 re-release) - 4:21
2. Bonus Beats (On 2002 re-release) - 3:03
3. Straight Outta Compton (Extended Mix) (On 2002 re-release) - 4:26
4. A Bitch Iz a Bitch (On 2002 re-release) - 3:16

## Formazione
- Dr. Dre - voce, giradischi e campionatore
- Eazy-E - voce
- Ice Cube - voce
- MC Ren - voce
- DJ Yella - giradischi e campionatore

## Singoli
- Straight Outta Compton
- Fuck tha Police
- Gangsta Gangsta
- Express Yourself

## Curiosità
- Nel 2003 Straight Outta Compton entrò nella lista dei 500 migliori album secondo Rolling Stone, al numero 144.
- Nel 1999 i Rage Against the Machine coverizzarono dal vivo Fuck tha Police.

## Elenco dei campionamenti presenti nell'album
- Straight Outta Compton:
  - Funky Drummer di James Brown
  - You'll Like It Too dei Funkadelic
  - West Coast Poplock di Ronnie Hudson and the Street People
  - Get Me Back on Time, Engine No. 9 di Wilson Pickett
  - Amen, Brother dei The Winstons
  - One for the Treble di Davy DMX
- Fuck tha Police:
  - Funky President di James Brown
  - It's My Thing di Marva Whitney
  - Boogie Back di Roy Ayers
  - Feel Good dei Fancy
  - Funky Drummer di James Brown
  - Ruthless Villain di Eazy-E
  - Be Thankful for What You Got di William DeVaughn
- Gangsta Gangsta:
  - Weak at the Knees di Steve Arrington
  - Troglodyte di Jimmy Castor Bunch
  - Be Thankful for What You Got di William Devaughn
  - Impeach the President dei The Honey Drippers
  - N.T. dei Kool & the Gang
  - Funky Worm degli Ohio Players
  - Prison di Richard Pryor
  - My Philosophy dei Boogie Down Productions (KRS-One)
  - La Di Da Di di Doug E. Fresh & Slick Rick
  - Girls dei Beastie Boys
  - Ruthless Villain di Eazy-E
- If It Ain't Ruff:
  - A Star in the Ghetto della Average White Band
  - Quiet on tha Set degli N.W.A
  - Straight Outta Compton degli N.W.A
  - Ruthless Villain di Eazy-E
  - Don't Believe the Hype dei Public Enemy
- Parental Discretion Iz Advised:
  - I Turned You On degli The Isley Brothers

- 8 Ball:
  - It's My Beat di Sweet Tea
  - Be Thankful for What You Got di William Devaughn
  - Yes, We Can Can delle Pointer Sisters
  - (You Gotta) Fight for Your Right (to Party), The New Style, Girls, Paul Revere, e Hold It, Now Hit It dei Beastie Boys
  - Terminator X Speaks With His Hands dei Public Enemy
  - Too Much Posse dei Public Enemy
  - Hollywood Swinging dei Kool & the Gang
  - Let's Get It On di Marvin Gaye
  - Go See the Doctor di Kool Moe Dee
  - Boyz-n-the-Hood di Eazy-E
  - My Melody di Eric B. & Rakim
- Something Like That:
  - Down on the Avenue della Fat Larry's Band
  - Take the Money and Run della Steve Miller Band
  - I Think I'd Do It di Z. Z. Hill
- Express Yourself:
  - Express Yourself di Charles Wright & the Watts 103rd Street Rhythm Band
  - Dopeman degli N.W.A
- Compton's in the House:
  - Something Like That degli N.W.A
- I Ain't tha 1:
  - The Message (Inspiration) dei Brass Construction
- Dopeman:
  - Dance to the Drummer's Beat di Herman Kelly & Life
  - Funky Worm degli Ohio Players
  - My Posse dei C.I.A
- Quiet on the Set:
  - Funky Drummer di James Brown
  - I Get Lifted di George McCrae
  - Rock Creek Park dei The Blackbyrds
  - Take the Money and Run della Steve Miller Band
  - Straight Outta Compton degli N.W.A
  - On the Bugged Tip di Big Daddy Kane
  - Rebel Without a Pause dei Public Enemy
- Something 2 Dance 2:
  - You're the One for Me di D Train
  - Dance to the Music degli Sly & the Family Stone
- A Bitch Iz a Bitch:
  - Papa Was Too di Joe Tex

## Classifiche
| Classifica (2022) | Posizione massima |
| ----------------- | ----------------- |
| Grecia            | 27                |